# Louis de Broglie

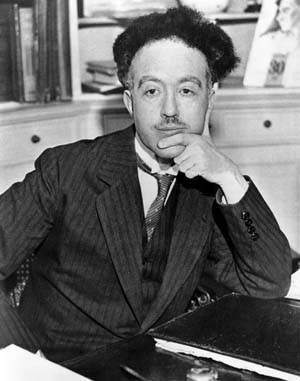
Louis-Victor de Broglie (1929)

Louis-Victor Pierre Raymond de Broglie [lwiː vikˈtɔʀ pjɛːʀ ʀɛˈmɔ̃ də ˈbʀœj] anhörenⓘ (* 15. August 1892 in Dieppe, Normandie; † 19. März 1987 in Louveciennes, Département Yvelines) war ein französischer Physiker. Er gehörte zur französischen Adelsfamilie de Broglie und war der jüngere Bruder des Experimentalphysikers Maurice de Broglie.
De Broglie gilt als einer der bedeutendsten Physiker des 20. Jahrhunderts. Für seine Entdeckung der Wellennatur des Elektrons (Welle-Teilchen-Dualismus) in seiner Dissertation Recherches sur la théorie des quanta und der daraus resultierenden Theorie der Materiewellen erhielt er 1929 den Nobelpreis für Physik.

## Leben

### Studien und Erster Weltkrieg
Louis-Victor de Broglie, viertes Kind von Victor de Broglie, 5. Herzog de Broglie und Pauline d’Armaillé, wurde 1892 in Dieppe geboren. Louis-Victor besuchte das Lycée Janson de Sailly in Paris. 
Während seines Studiums an der Sorbonne befasste er sich zunächst mit der Philosophie und der Geschichte, insbesondere mit Rechtsgeschichte und politischer Geschichte des Mittelalters. Nebenbei las er Werke von Henri Poincaré wie z. B. Wissenschaft und Hypothese und Der Wert der Wissenschaft. 1910 schloss er sein erstes Studium mit dem Lizenziat ab.
Auf Anregung seines siebzehn Jahre älteren Bruders Maurice, eines promovierten Physikers, studierte Louis de Broglie ab 1911 Mathematik und Physik. Maurice, der sich nach dem Tode des Vaters 1906 um Erziehung und Entwicklung seines jüngeren Bruders gekümmert hatte, versorgte Louis nun mit den Texten der Referate und Diskussionen der ersten Solvay-Konferenz, die 1911 in Brüssel stattfand. Durch diese Aufzeichnungen kam Louis de Broglie das erste Mal in intensiven Kontakt mit der Quantenphysik, die sein späteres physikalisches Schaffen prägen sollte.
Während des Ersten Weltkriegs musste de Broglie sein Studium mehrere Jahre unterbrechen. Er wurde Nachrichtenoffizier und verbrachte den größten Teil seiner Dienstzeit in der funktelegraphischen Station des Eiffelturms. Während seines Militärdienstes befasste sich de Broglie mit der Elektrotechnik und dem Nachrichtenwesen sowie mit der Ausbildung von elektrotechnischem Personal.

### Wissenschaftliche Karriere
Nach der Entlassung aus dem Militärdienst 1919 setzte de Broglie seine Studien fort und wurde Mitarbeiter im Privatlabor seines Bruders, in dem er vorrangig über Röntgenspektroskopie und den Photoeffekt arbeitete. Ende des Jahres 1923 erschienen de Broglies erste Abhandlungen zur Wellenmechanik.
1924 schloss de Broglie sein Studium mit der berühmt gewordenen Dissertation Recherches sur la théorie des Quanta ab, in der er vermutete, dass der Welle-Teilchen-Dualismus auf jegliche feste Materie anzuwenden sei.
Diese kühne Idee wurde 1926 und 1927 vom Institut de France ausgezeichnet. 1929 folgten für die Entdeckung der Wellennatur der Elektronen die begehrte Medaille Henri Poincaré der Académie des sciences und der Nobelpreis für Physik.
De Broglie war 1927 einer der Teilnehmer der berühmten 5. Solvay-Konferenz in Brüssel und nahm auch 1933 an der 7. und letzten Konferenz vor dem Krieg teil. 1929 wurde er zum Professor für Theoretische Physik am Institut Henri Poincaré in Paris berufen. Er wechselte 1932 an die Sorbonne, wo er bis 1962 lehrte. 1933 wurde de Broglie Mitglied der Académie des sciences.
Neben seinen Arbeiten auf physikalischem Gebiet veröffentlichte de Broglie vor allem während seiner Zeit am Institut Henri Poincaré einige philosophische und problemgeschichtliche Aufsätze. 1938 erhielt er die Max-Planck-Medaille der Deutschen Physikalischen Gesellschaft.

### Zweiter Weltkrieg und danach
Während der Kämpfe zwischen Frankreich und Deutschland im Zweiten Weltkrieg wurde de Broglie mit der dokumentarischen Sammlung der in den USA veröffentlichten Arbeiten über Nachrichtenübertragung betraut. 1941 veröffentlichte er in diesem Zusammenhang ein Buch über Hochfrequenztechnik.
Der Patriotismus de Broglies während der deutschen Okkupation kam in seiner Gedenkvorlesung für den französischen Gelehrten André-Marie Ampère im September 1940 zum Ausdruck:

„Und gerade darum ist ein großer Mann wie Ampère der Nachwelt ein leuchtendes Beispiel. – In den gegenwärtigen Zeitläufen, in denen alles die Franzosen zur Sammlung aufruft, ist es heilsam für sie, über solche Beispiele nachzusinnen. Wenn wir unsere Gedanken auf sie hinlenken, sehen wir plötzlich alle die großen Gestalten der glorreichen Vergangenheit Frankreichs vor uns auftauchen, als wollten sie uns zur Hoffnung auf einen neuen Frühling und zur Arbeit aufrufen.“

1944 wurde Louis de Broglie Mitglied der Académie française und nach dem Zweiten Weltkrieg Berater der französischen Atomenergiekommission.
De Broglie reichte im Dezember 1949 den ersten offiziellen Vorschlag für ein europäisches Kernforschungslabor zur Diskussion auf der Europäischen Konferenz für Kultur (European Cultural Conference) in Lausanne ein. Dieser Vorschlag führte zur Gründung der Europäischen Organisation für Kernforschung (CERN).
Louis-Victor de Broglie starb am 19. März 1987 in Louveciennes bei Paris.

## Leistungen

### Frühe Forschungsarbeiten
In seinen frühen Forschungen, vor allem während der Arbeit im physikalischen Labor seines Bruders Maurice, beschäftigte de Broglie sich mit dem lichtelektrischen Effekt von Röntgenstrahlen. 1928 veröffentlichte er zusammen mit seinem Bruder ein Buch über Röntgenphysik. Anfang der 20er Jahre widmete er sich der Quantentheorie. Es gelang ihm, die Quantenformel Max Plancks aus der Teilchentheorie des Lichts abzuleiten.

### Eine kühne Doktorarbeit – Elektronen mit Welleneigenschaften
1924 schloss de Broglie sein Studium mit der berühmt gewordenen Dissertation Recherches sur la théorie des quanta (Untersuchungen zur Quantentheorie) ab.
Nach gründlicher Analyse der von Albert Einstein gefundenen Äquivalenz von Masse und Energie, die in der Formel {\displaystyle E=mc^{2}} ihren Ausdruck findet, und der Erkenntnisse der Atomphysik kommt de Broglie zu der Überzeugung, Energie sei wie Masse in Form von Teilchen in kleinen Raumbereichen lokalisiert. Der Quantencharakter der Materie, wie er sich beispielsweise in den Atomspektren zeigt, sei aber nur zu erklären,
wenn jeder Masse {\displaystyle m} nach der von Max Planck postulierten Beziehung {\displaystyle E=h\nu } eine Frequenz {\displaystyle \nu =mc^{2}/h}
zugeordnet wird. Diese für das Teilchen charakterisierende Frequenz ist nach Ansicht von de Broglie nicht auf das Teilchenvolumen beschränkt, sondern ist in Form einer das Teilchen begleitenden Welle auch in einem großen Raumbereich präsent.
De Broglie nennt diese Begleitwelle Phasenwelle, weil Teilchen und Welle über die Phase am Ort des Teilchen aneinander gekoppelt sind. Unter dieser Bedingung erfüllen sowohl Teilchen als auch Welle die Transformationsgesetze der speziellen Relativitätstheorie.
Der Welle-Teilchen-Dualismus, der damals nur für Photonen bekannt war, ist nach Meinung von de Broglie ein Wesensmerkmal nicht nur der Photonen, sondern auch der Materie. Auch einem klassischen Teilchen – z. B. einem Elektron – können somit Welleneigenschaften zugesprochen werden. Im Ruhesystem des Teilchens ist die Wellenlänge der Phasenwelle unendlich groß. Ist das Teilchen in Bewegung, ergibt sich bei Anwendung der Lorentz-Transformation eine Modulation der Welle mit der so genannten De-Broglie-Wellenlänge
{\displaystyle \lambda ={h \over p}\ ,}
d. h. die Wellenlänge {\displaystyle \lambda } des Teilchens ist gleich dem Quotienten aus dem planckschen Wirkungsquantum {\displaystyle h} durch den Impuls {\displaystyle p=mv} des Teilchens.
Der Prüfungsausschuss der Pariser Sorbonne, zu dem auch die bekannten Physiker Jean-Baptiste Perrin und Paul Langevin gehörten, war sich unsicher, wie er auf diesen kühnen und experimentell nicht bestätigten Vorschlag reagieren sollte. De Broglie selbst äußerte in Bezug auf die Skepsis Paul Langevins, dieser sei « probablement un peu étonné par la nouveauté de mes idées » (vermutlich ein wenig erstaunt über die Neuheit meiner Ideen.)
Langevin bat de Broglie um ein zweites Exemplar seiner Arbeit und schickte es Albert Einstein, der wiederum Max Born informierte. Einstein zeigte sich tief beeindruckt und erklärte später, er glaube, dass de Broglies Doktorarbeit den ersten schwachen Lichtstrahl auf dieses leidigste unter den physikalischen Rätseln werfe. Max Planck berichtete später, wie ungewöhnlich er de Broglies neue Gedanken zunächst empfand:

„Die Kühnheit dieser Idee war so groß – ich muss aufrichtig sagen, daß ich selber auch damals den Kopf schüttelte dazu, und ich erinnere mich sehr gut, daß Herr Lorentz mir damals sagte im vertraulichen Privatgespräch: ‚Diese jungen Leute nehmen es doch gar zu leicht, alte physikalische Begriffe beiseite zu setzen!‛ Es war damals die Rede von Broglie-Wellen, von der heisenbergschen Unschärfe-Relation – das schien damals uns Älteren etwas sehr schwer Verständliches.“

Der Prüfungsausschuss akzeptierte schließlich de Broglies Dissertation. Die Versuche von Clinton Davisson und Lester Germer 1927 (Davisson-Germer-Experiment) und von George Paget Thomson 1928 bestätigten den Wellencharakter der Elektronen auch experimentell.

### Materiewellen
Auf der Grundlage seiner Erkenntnis, dass alle Teilchen auch Welleneigenschaften besitzen, arbeitete de Broglie nach seiner Promotion an der Verbesserung des Bohr-Sommerfeld’schen Atommodells. Er ordnete jedem Materieteilchen eine so genannte Materiewelle zu, die sich auf den bohrschen Bahnen ausbreitet. De Broglie zeigte auf diesem Weg die Beziehung zwischen der Bahnstabilität und dem Bahnumfang der Elektronen im bohrschen Atommodell auf:
{\displaystyle 2\pi r=n\lambda \Leftrightarrow 2\pi r={nh \over p}},
d. h. ein Elektron kann sich nur dann ohne Energieverlust um den Atomkern bewegen, wenn sein Bahnumfang ein ganzzahliges Vielfaches seiner Wellenlänge ist. 1926 machte sich de Broglie an die Formulierung einer Differentialgleichung, die das Verhalten der Elektronen beschrieb. Diese Ansätze lieferten wichtige Anregungen für Erwin Schrödinger, der noch im selben Jahr seine partielle Differentialgleichung (Schrödingergleichung) aufstellte. Diese konnte das Verhalten der Elektronen in den stationären Energiezuständen darstellen.
In weiteren Arbeiten widmete de Broglie sich der Quantenfeldtheorie der Elementarteilchen und Wellengleichungen für Teilchen mit höherem Spin.

### Philosophische Herangehensweise
Zunächst versuchte Louis de Broglie, die Wellenmechanik der Teilchen deterministisch zu erklären und somit sämtliche Vorgänge exakt berechenbar darzustellen. Nach dem fünften Solvay-Kongress 1927, auf dem er rege Diskussionen mit anderen berühmten Physikern der Zeit wie Albert Einstein, Niels Bohr, Max Planck u. a. führte, gab er den deterministischen Ansatz auf und näherte sich der Wahrscheinlichkeitsinterpretation. Erst 1951 näherte sich de Broglie durch die Arbeiten von David Bohm und Jean-Pierre Vigier wieder einer kausalen und konkreten Interpretation der Wellenmechanik. →De-Broglie-Bohm-Theorie
Durch de Broglies philosophische und problemgeschichtliche Aufsätze, die vor allem aus seiner Zeit am Institut Henri Poincaré in Paris stammen, wird deutlich, dass de Broglies Beschäftigung mit physikalischen Grundlagenproblemen oft auf seinem historischen Interesse gründete. So ging z. B. seine Idee der Materiewellen letztlich aus dem intensiven Studium der Geschichte der Lichttheorie hervor.

## Ehrungen
- 1929 Medaille Henri Poincaré
- 1929 Nobelpreis für Physik für die Entdeckung der Materiewellen
- 1932 Albert I von Monaco Preis
- 1938 Max-Planck-Medaille
- 1952 Kalinga Prize der UNESCO für seine Bemühungen, die moderne Physik dem Laien verständlich zu machen
- 1955 Goldene Medaille des Centre national de la recherche scientifique (CNRS)
- 1975 Helmholtz-Medaille
- De Broglie war Mitglied der Académie des sciences und der Académie française sowie der Accademia Nazionale dei Lincei in Rom, seit 1934 Mitglied der Leopoldina,[1] seit 1939 der American Philosophical Society,[5] seit 1948 der National Academy of Sciences,[6] seit 1953 der Royal Society in London, seit 1958 der Akademie der Wissenschaften der UdSSR und der American Academy of Arts and Sciences sowie seit 1960 der Académie royale des Sciences, des Lettres et des Beaux-Arts de Belgique.[7]
- Ehrendoktor der Universitäten in Warschau, Bukarest, Athen, Lausanne, Québec und Brüssel